# Peltogyne excelsa
Peltogyne excelsa är en ärtväxtart som beskrevs av Adolpho Ducke. Peltogyne excelsa ingår i släktet Peltogyne och familjen ärtväxter. Inga underarter finns listade i Catalogue of Life.